# Ottré
Ottré est un village de la commune belge de Vielsalm située en Région wallonne dans la province de Luxembourg. De 1823 à la fusion des communes de 1977, il faisait partie de la commune de Bihain.
On y a extrait la pierre pendant longtemps. C’est ici qu’a été découverte l’ottrélite (en).
Le ruisseau Golnay, un affluent de la Salm, y prend sa source.